# Sis dies de Louisville
Els Sis dies de Louisville era una cursa de ciclisme en pista, de la modalitat de sis dies, que es corria a Louisville (Estats Units d'Amèrica). La seva primera edició data del 1935 i es va disputar fins al 1957 amb només quatre edicions.

## Palmarès
| Any      | Primers                       | Segons                        | Tercers                          |
| -------- | ----------------------------- | ----------------------------- | -------------------------------- |
| 1935 (1) | Harold Nauwens · Jack Sheehan | George Dempsey · Tommy Flynn  | Louis Cohen · James Corcoran     |
| 1935 (2) | Jack Gabell · Cecil Yates     | Jerry Rodman · Gus Rys        | Eddy Trieste · Frank Turano      |
| 1936     | No disputats                  |                               |                                  |
| 1937     | William Peden · Jules Audy    | Henry O'Brien · Jack Sheehan  | Harold Nauwens · Henri Lepage    |
| 1938-56  | No disputats                  |                               |                                  |
| 1957     | Alfred Strom · John Tressider | Herbert Weinrich · Heinz Zoll | Mino De Rossi · Marino Morettini |